# 肖恩·埃利奥特
尚恩·迈克尔·埃利奥特（英語：Sean Michael Elliott，1968年2月2日—）是美国NBA联盟前职业篮球运动员。他在1989年的NBA选秀中第1轮第3顺位被圣安东尼奥马刺选中。

## 退役後生活
2001年，肖恩·埃利奥特宣布退役。退役后的他担任解说工作。